# Греф, Герман Оскарович
Ге́рман О́скарович Греф (нем. Hermann Oskarowitsch Gref; род. 8 февраля 1964, Панфилово, Целинный край) — российский государственный и банковский деятель. Председатель правления публичного акционерного общества «Сбербанк России» с 28 ноября 2007 года.
Министр экономического развития и торговли России (2000—2007), председатель совета Центра стратегических разработок (1999—2011), член совета директоров «Яндекса» (2014—2020). Беспартийный. Гражданин России и ФРГ.
Находится под персональными международными санкциями стран ЕС, Великобритании, США, Канады, Швейцарии, Австралии, Украины, Новой Зеландии.

## Биография
Родился 8 февраля 1964 года в селе Панфилово Иртышского района Павлодарской области Казахской ССР в семье российских немцев, высланных в Казахстан в 1941 году. Отец — Оскар Фёдорович Греф, инженер; мать — Эмилия Филипповна, экономист. Сам Греф в 2020 году называл семью своих родителей «ссыльными ленинградцами», уточнял, что школьные годы его прошли в маленьком городке на берегу Иртыша с несколькими десятками тысяч жителей. Когда Герману было полтора года, его отец погиб; воспитание троих детей, младшим из которых был Герман, взяли на себя мать и бабушка.
Сведения о том, чем занимался Греф после окончания школы, в опубликованных источниках разнятся, а сам он в автобиографическом интервью не рассказывал про этот период. По одним данным, Греф поступил на факультет международных экономических отношений МГИМО МИД СССР, но после первого курса был отчислен из института. По другим данным, после получения аттестата Греф со своей первой женой Еленой Великановой безуспешно пытались поступить в Омский государственный университет. В официальной биографии Грефа сказано, что в 1981—1982 годах он работал юрисконсультом райсельхозуправления Иртышского района Павлодарской области.
В 1982—1984 годах проходил службу в Вооружённых силах СССР, в специальных частях внутренних войск МВД СССР.
В 1990 году окончил юридический факультет Омского государственного университета по специальности «правоведение» и оставлен как преподаватель юридического факультета. В университете был комсоргом курса и руководителем комсомольского оперотряда, вступил в КПСС.
В 1991—1992 годах Греф работал юрисконсультом I категории Комитета экономического развития и имущества администрации Петродворца и Санкт-Петербурга. В 1992 году он был назначен начальником Петродворцового районного агентства Комитета по управлению городским имуществом мэрии Санкт-Петербурга. В 1992—1994 годах являлся председателем Комитета по управлению имуществом — заместителем главы администрации города Петродворца. В 1994 году назначен заместителем председателя, а затем — первым заместителем председателя Комитета по управлению городским имуществом мэрии Санкт-Петербурга. В 1997—1998 годах занимал пост вице-губернатора и председателя Комитета по управлению городским имуществом мэрии Санкт-Петербурга. В период работы в администрации Санкт-Петербурга Греф познакомился с Владимиром Путиным, Алексеем Кудриным, Дмитрием Козаком, Дмитрием Медведевым.
В 1993 году Греф окончил аспирантуру юридического факультета Санкт-Петербургского государственного университета. Научным руководителем у него был Анатолий Собчак. Однако диссертацию Греф защитил только в 2011 году в Российской академии народного хозяйства и государственной службы при Президенте РФ (тема: «Развитие и перспективы структурных институциональных реформ в российской экономике»).
С сентября 1997 года Греф входил в совет директоров ОАО «Ленэнерго», в январе 1998 года вошёл в состав коллегии Министерства государственного имущества РФ.

### Работа в Правительстве РФ (2000—2007)

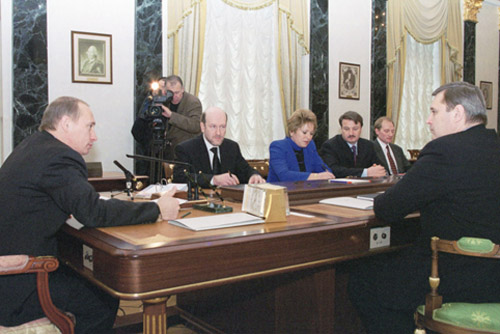
На совещании по вопросам реформы пенсионного обеспечения, 2001 год

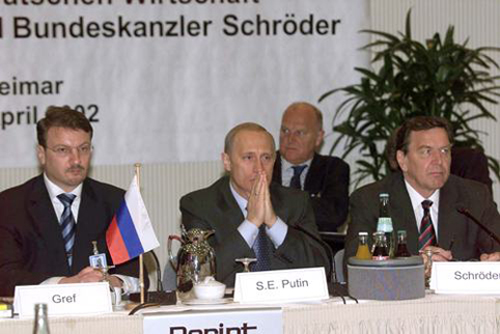
На встрече с представителями деловых кругов России и Германии в Веймаре, 2002 год

В 1998—2000 годах Греф занимал должность первого заместителя министра государственного имущества Российской Федерации. В 1999 году он избран членом коллегии Федеральной комиссии по рынку ценных бумаг и руководителем «Центра стратегических разработок».
17 мая 2000 года Владимир Путин назначил премьер-министром Михаила Касьянова. При формировании правительства Касьянова Грефа пригласили на созданную специально для него должность министра экономического развития. 18 мая 2000 Указом президента Министерство торговли РФ и Министерство экономики РФ были объединены в Министерство экономического развития и торговли РФ.
Греф активно работал над вхождением России во Всемирную торговую организацию. Также в различное время являлся членом совета директоров ряда государственных компаний («Газпром», «Связьинвест» и др.) 24 февраля 2004 года правительство Касьянова было отправлено в отставку. Греф также ушёл в отставку с поста министра. В начале марта было сформировано первое правительство Фрадкова, в котором Греф снова возглавил Министерство экономического развития и торговли. 14 марта 2004 состоялись президентские выборы, на которых был переизбран Путин. 7 мая 2004, просуществовав лишь два месяца, это правительство сложило свои полномочия перед вновь избранным президентом. Михаил Фрадков сохранил должность премьер-министра, и в мае было создано второе правительство Фрадкова, где Греф продолжил работу в качестве министра экономического развития и торговли.
12 сентября 2007 года Фрадков обратился к Путину с просьбой об отставке правительства. Президент принял отставку и поблагодарил его за достигнутые результаты в работе. Путин отметил такие достижения правительства, как хорошие темпы роста экономики, снижение инфляции, рост реальных доходов населения, начало осуществления крупных социальных проектов.

### Сбербанк
28 ноября 2007 года Грефа избрали президентом и председателем правления «Сбербанка». На этом посту он сменил прежнего главу Андрея Казьмина, которого перевели на работу в «Почту России». 24 мая 2019 года акционеры ПАО «Сбербанк» переизбрали Грефа на четвёртый срок.

### Деятельность за пределами России
В декабре 2012 года Греф избран членом международного совета американского банка J. P. Morgan Chase.

## Личные взгляды
В 2012 году в ходе выступления на Петербургском экономическом форуме Греф высказал мнение по поводу общества, в котором люди имеют равный доступ к информации. «Как только простые люди поймут основу своего я, самоидентифицируются, управлять, то есть манипулировать ими будет чрезвычайно тяжело… Люди не хотят быть манипулируемыми, когда они имеют знания». При этом Греф сослался на «иудейскую культуру» каббалы. Впоследствии Герман Оскарович заявлял, что это была намеренная провокация с его стороны, призванная «оживить разговор».
14 марта 2019 года заявил, что главная проблема России — «это отсутствие эффективной системы госуправления».
Греф является глобалистом, сторонником глобализации в России.
Известен своими футуристическими прогнозами.

## Доходы и активы
В 2013 году вошёл в топ-5 списка Forbes (1-е место) самых дорогих менеджеров России с доходом 15 миллионов долларов. Доля акций «Сбербанка России», принадлежащая Герману Грефу: 0,003096 % (цена пакета — 2,19 миллиона долларов). В 2014 году снова оказался в аналогичном рейтинге Forbes на 4-м месте с доходом в 26 миллионов долларов. В 2015 году в списке самых дорогих руководителей компаний того же издания занял 6-е место с 13,5 миллионов долларов, по итогам 2016 года — третье место с доходом 11 миллионов долларов.

## Подозрения в коррупции
По данным «Архива Пандоры», опубликованного в 2021 году Международным консорциумом журналистов-расследователей, Греф в 2011 году учредил в Сингапуре компанию Angelus Trust, которая управляет семейными активами более чем на 55 миллионов долларов. В 2017 году управляющим и бенефициаром Angelus Trust стал его племянник Оскар, проживающий в Швейцарии, а затем активы были переоформлены на компанию Angelus One Trust. В 2018 году активы были переданы компаниям, принадлежащим Grand Investment Trust Кирилла Андросова, бывшего заместителя министра экономразвития и, как утверждается в расследовании, давнего знакомого Грефа.
Издание «Проект» в январе 2023 года опубликовало расследование, в котором утверждает, что Герман Греф являлся тайным бенефициаром инвестиционных фондов Altera Capital и Lang Capital с активами на сотни миллионов долларов — такую сумму глава Сбера не мог официально заработать за всю свою жизнь. «Офшорной империей» Грефа управляли номинальные владельцы — бывший подчиненный, экс-замминистра экономического развития и торговли Кирилл Андросов, бывший глава холдинга АФК «Система» Евгений Новицкий и иностранец Филипп Киндт. В качестве доказательства, что оформленные на этих людей многочисленные офшоры в действительности принадлежат Грефу, издание приводит многочисленные документы из «Архива Пандоры», в том числе завещание Кирилла Андросова, который завещал материнские структуры этих оффшоров не своей семье, а племяннику Грефа Оскару. Издание также нашло документ, согласно которому состояние на тот момент 33-летнего сына Грефа Олега оценивалось в примерно 1 миллиард долларов.
Также «Проект» взял интервью у двух бизнесменов — Ахмеда Билалова и Сергея Пойманова, — которые обвиняют Германа Грефа в рейдерском захвате их бизнеса. Кроме того, издание допускает использование Грефом корпоративных самолётов Сбербанка в личных целях. Видео расследования набрало в YouTube более 1 миллиона просмотров.

## Общественная деятельность
Греф является сопредседателем попечительского совета Мариинского театра, членом попечительского совета Российского совета по международным делам, председателем попечительского совета НИУ ВШЭ и попечительского совета фонда поддержки слепоглухих «Со-единение». Входит в состав попечительского совета Института экономической политики имени Е. Т. Гайдара и «Международного банковского института имени Анатолия Собчака».

## Международные санкции
В январе 2018 года Греф оказался в «кремлёвском списке» Минфина США — в список попали 210 чиновников, политиков и бизнесменов, приближённых к президенту России Владимиру Путину. Список не был санкционным и не предусматривал никаких ограничений против его фигурантов.
В марте-апреле 2022 года, после вторжения России на Украину, США, Великобритания и Евросоюз ввели санкции против Грефа. С 24 февраля 2022 года находится под санкциями Канады, с 18 марта — Новой Зеландии, с 6 апреля — Австралии, с 13 апреля — Швейцарии. Указом президента Украины Владимира Зеленского от 19 октября 2022 года находится под санкциями Украины.

## Семейная и личная жизнь
Сын Олег (род. 1982) от первого брака учился на юриста в СПбГУ и МГУ, работал в Credit Suisse First Boston, Deutsche Bank AG London, консалтинговых компаниях «НЭО-Центр» и Brayne, с 2019 года управляющий директор компании А1, входящей в «Альфа-Групп».
По окончании школы Герман Оскарович женился на Елене Великановой, однако развёлся с ней в 1998 году из-за её отказа в переезде в Москву. С 2004 года Герман Греф женат вторым браком на Яне Головиной, которая является владельцем образовательного комплекса «Хорошкола». Церемония бракосочетания состоялась в парковом ансамбле Петродворца. В 2006 году у Грефа родилась дочь Ева, в 2008 году — вторая дочь Мария, в 2015 году — младший сын, чьё имя не раскрывается.
Тёща Грефа, Татьяна Головина, занималась курортным бизнесом, её называли директором санатория «Русь». Старший брат Евгений Греф — бизнесмен в Омске.
Любимыми книгами назвал «Мастера и Маргариту» Булгакова, а также «Семь навыков высокоэффективных людей» Стивена Кови, в разное время высокую оценку получали также книги «Agile: оценка и планирование проектов» Майка Кона, «Талант побеждает» Бартона и соавторов, «Лидер и племя» Дэйва Логана, «Психоистория» Ллойда Демоса и многие другие.
Согласно санкционному списку Великобритании, Греф является гражданином России и ФРГ.

## Рейтинги
- В октябре 2011 года журнал Forbes отметил Грефа как одного из девяти самых необычных российских бизнесменов — сумасбродов, чудаков и эксцентриков[61].
- В октябре 2018 года Греф занял вторую строчку в рейтинге влиятельных россиян по версии журнала Forbes[62].
- В январе 2020 года Герман Греф занял третье место среди глав крупнейших банков мира по личному влиянию на бренд своего банка по версии консалтинговой компании Brand Finance[63].

## Признание и награды
- Благодарность Президента Российской Федерации (2004) — за активное участие в законотворческой деятельности[64];
- Орден Святого благоверного князя Даниила Московского I степени (2006)[65];
- Почётный гражданин города Петергофа (2007)[66];
- Почётный гражданин города Астрахани (2007)[67];
- Орден «За заслуги перед Отечеством» IV степени (2007) — за активное участие в работе по обеспечению победы заявки города Сочи на право проведения XXII зимних Олимпийских и XI Паралимпийских игр в 2014 году[68][69];
- Медаль «Герой труда Кубани» (2009) — за большой личный вклад в социально-экономическое развитие Краснодарского края;
- Медаль Столыпина П. А. II степени (2009) — за заслуги в разработке и реализации экономической стратегии развития Российской Федерации и многолетний безупречный труд[70];
- Почётная грамота Президента Российской Федерации (2009) — за многолетнюю добросовестную государственную деятельность[71];
- Офицер ордена Почётного легиона (2010) — за вклад в развитие отношений двух стран[72];
- Орден «За заслуги перед Отечеством» III степени (2011) — за большой вклад в развитие отечественной банковской системы и многолетнюю добросовестную работу[73];
- Заслуженный экономист Республики Дагестан (2013) — за заслуги в социально-экономическом развитии Республики Дагестан[74];
- Орден Почёта (2014) — за достигнутые трудовые успехи, значительный вклад в социально-экономическое развитие Российской Федерации, заслуги в гуманитарной сфере, укреплении законности, защите прав и интересов граждан, многолетнюю добросовестную работу[75];
- Орден Александра Невского (2014)[76];
- Знак «За заслуги перед Московской областью» I степени (2016)[77];
- Благодарность правительства Российской Федерации (2016) — за достигнутые трудовые успехи и активную общественную деятельность[78];
- Орден «За заслуги перед Отечеством» II степени (2019) — за значительный вклад в развитие и укрепление банковской системы, многолетнюю добросовестную работу[79];
- Командор ордена Звезды Италии (2021)[80][81].

### Лишение наград
20 августа 2022 года решением президента Италии Серджо Маттарелла Греф лишён ордена «Звезда Италии».